# Opechona olssoni
Opechona olssoni är en plattmaskart. Opechona olssoni ingår i släktet Opechona och familjen Lepocreadiidae. Inga underarter finns listade i Catalogue of Life.